# 周海金
周海金（1969年2月—），湖南双峰县人，中国政治人物。1990年6月参加工作，1995年10月参加中国共产党，曾任金湾区委副书记、金湾区政法委书记；2012年8月起任职珠海市斗门区委副书记、斗门区区长。